# Кассиевые
Ка́ссиевые (лат. Cassieae) — триба растений, относящаяся к подсемейству Цезальпиниевые семейства Бобовые.

## Роды
Включает следующие подтрибы и роды:
Подтриба Cassiinae
- Cassia L. — Кассия
- Chamaecrista Moench
- Senna Mill. — Сенна

Подтриба Dialiinae
- Androcalymma Dwyer
- Apuleia Mart.
- Baudouinia Baill.
- Dialium L.
- Dicorynia Benth.
- Distemonanthus Benth.
- Eligmocarpus Capuron
- Kalappia Kosterm.
- Koompassia Maingay ex Benth. — Компассия
- Labichea Gaudich. ex DC.
- Martiodendron Gleason
- Mendoravia Capuron
- Petalostylis R.Br.
- Poeppigia C.Presl
- Storckiella Seem.
- Uittienia Steenis
- Zenia Chun

Подтриба Duparquetiinae
- Duparquetia Baill.